# Alba Fucens

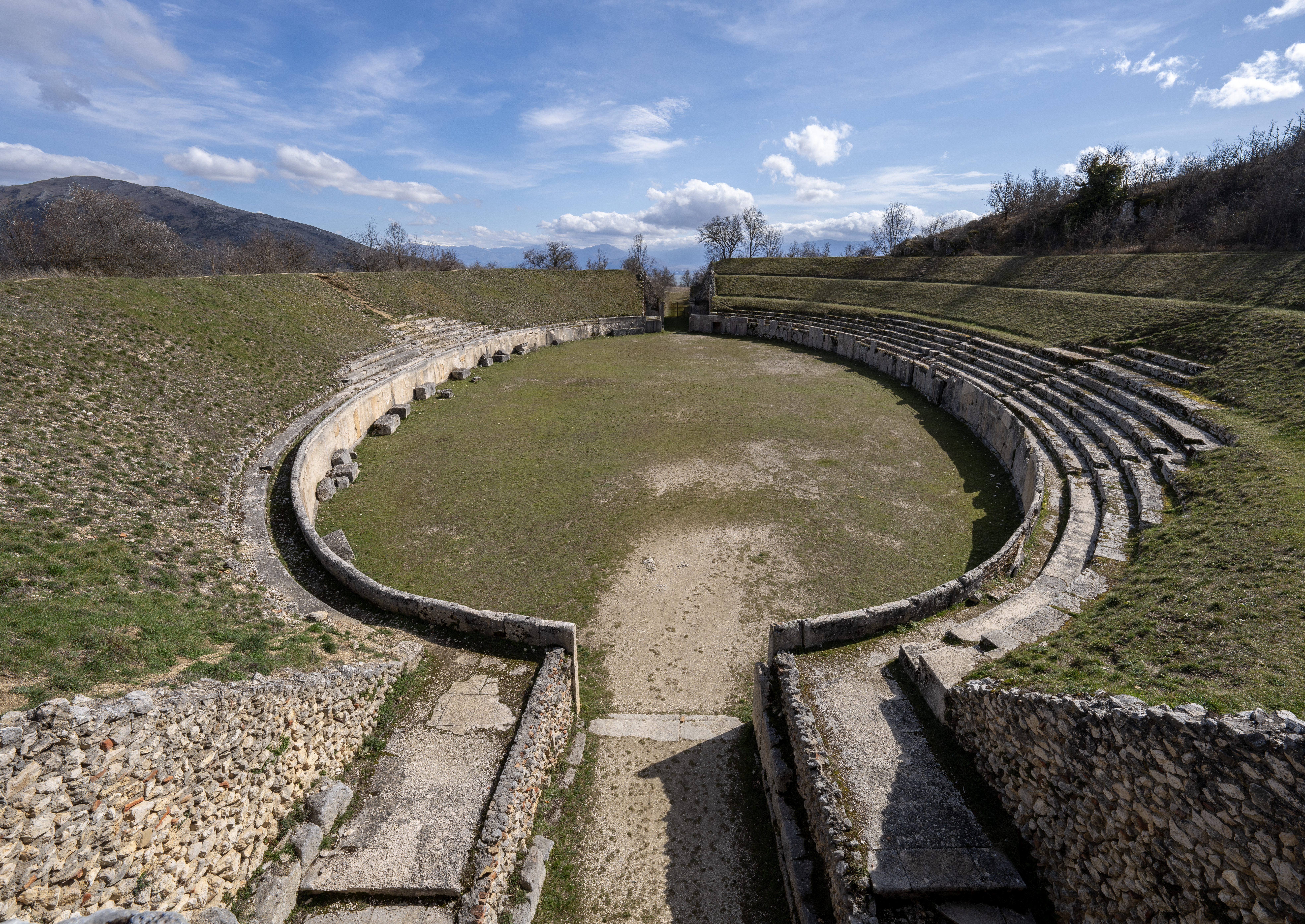
Amfiteatre d'Alba Fucens

Alba Fucens o també Alba Fucensis (en grec antic Ἄλβα φούκεντις) va ser una ciutat i fortalesa d'Itàlia central, situada a la Via Valèria dalt d'un turó elevat, a 5 km del Lacus Fucinus i al peu del Mont Velino.
Els seus habitants, anomenats albensis i no albans, eren presentats per alguns autors antics (Claudi Ptolemeu, Sili Itàlic i Sext Pompeu Fest) com un poble dels marsis ja que la ciutat es trobava prop del seu territori, però altres historiadors, (Titus Livi diu expressament Albam in Aequos) pensen que eren eques i no marsis, i com que estaven a la frontera van ser absorbits pels marsis, un poble més poderós, i així se'ls va considerar, sobretot a partir de Plini el Vell.
El territori dels eques va passar a Roma l'any 302 aC i Alba Fucens en va quedar inclosa i s'hi van enviar uns 6.000 colons, diu Titus Livi, que explica que era una important fortalesa. L'any 211 aC va ser lleial als romans contra Hanníbal i va enviar a Roma un contingent de 2.000 soldats per defensar-la. Però el 209 aC va ser una de les dotze colònies que no va poder aportar contingents militars, i per això, va ser castigada, segons Apià. A la ciutat, per la seva situació a l'interior del país i per estar molt ben fortificada, s'hi van enviar presoners de l'estat, entre ells, Sifax de Numídia, Perseu de Macedònia, Bituitus dels Arverns i altres destacats caps contraris als romans, segons Estrabó, Titus Livi i Valeri Màxim.
A la Guerra social va resistir un atac de les tropes confederades però finalment es va haver de rendir. Durant les 
Guerres civils romanes es menciona amb freqüència, demostrant la seva importància des del punt de vista militar. Però durant l'Imperi no apareix esmentada però va existir com un municipi i va anar decaient. Claudi Ptolemeu, l'Itinerari d'Antoní i la Taula de Peutinger la mencionen. Plini el Vell diu que produïa una fruita excel·lent, i abundant collita de blat. Avui dia encara existeix i es diu Massa d'Albe.